# Церковь Илии Пророка (Верея)
Церковь Илии Пророка — православный храм Наро-Фоминского благочиния Московской епархии, расположенный в городе Верея Наро-Фоминского района Московской области.

## История
Судя по имеющимся сведениям, церковь Ильи-пророка существовала в Верее, как минимум, уже в XVI веке и была разрушена в Смутное время, поскольку впервые упоминается в писцовых книгах Верейского уезда, как церковное место, под 7133 (1625) годом, а уже в 1637 году фигурирует деревянная церковь пророка Илии. 25 августа 1692 года был издан указ патриарха Андриана на строительство новой церкви того же посвящения 
в городе  Верее, на посаде на старом церковном Ильинском месте построить вновь церковь во имя пророка Ильи и положить на попа с причетниками той церкви дани со дворов - попова, да с приходских посадских 30 дворов.
 16 декабря 1694 года новая церковь была освящена, а в 1709 году было подано прошение о строительстве рядом тёплой, разрешение дано только в 1711 году и в том же году была построена, также деревянная, тёплая церковь Казанской иконы Божьей Матери
В 1722 году было построено каменное здание храма, не дошедшее в первоначальном виде: в 1803 году храм был капитально перестроен: была сооружена двухэтажная кирпичная церковь, в виде четырёхстолпного храма с пятью главками, небольшой трапезной и трехъярусной колокольней и новыми фасадами.

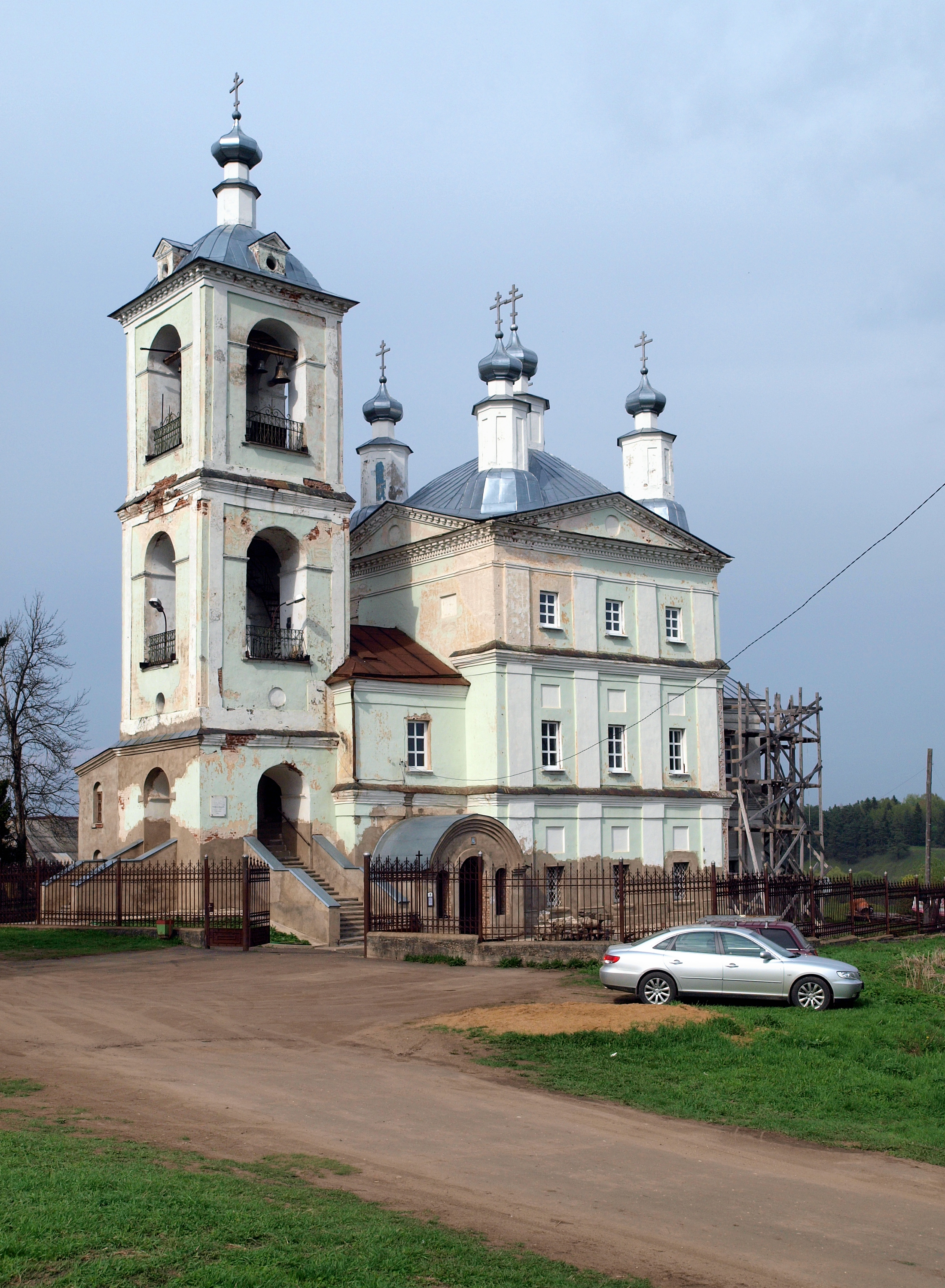
Ильинская церковь до реставрации (2011 год)

После революции, в 1932 году, постановлением Мособлисполкома, церковь пытались закрыть, но решением ВЦИК постановление отменили. 31 июля 1937 года настоятель храма, протоиерей Петр Пушкинский, был арестован, обвинён в контрреволюционной деятельности и расстрелян 13 октября 1937 года на Бутовском полигоне. После этого церковь была закрыта, но в послевоенное время, в 1947 году была открыта вновь. Протоиерей Петр Пушкинский Архиерейским Собором 2000 года причислен к лику святых. Постановлением Совета Министров РСФСР № 1327, прил. 2 от 30 августа 1960 года храму присвоен статус памятника архитектуры.

## Духовенство
- Настоятель храма — протоиерей Владимир Пантелеймонович[1]